# Conclave de 1669-1670
Le conclave de 1669-1670 fut convoqué à la mort du pape Clément IX afin d'élire son successeur. Il eut lieu du 20 décembre 1669 au 29 avril 1670 et s'acheva par l'élection du cardinal Emilio Altieri, qui prit le nom de règne pontifical de Clément X.

## Cardinaux présents
1. Francesco Barberini
2. Marzio Ginetti
3. Antonio Barberini
4. Francesco Maria Brancaccio
5. Ulderico Carpegna
6. Giulio Gabrielli
7. Virginio Orsini
8. Rinaldo d'Este
9. Cesare Facchinetti
10. Carlo Rossetti
11. Niccolò Albergati-Ludovisi
12. Federico Sforza
13. Benedetto Odescalchi
14. Alderano Cibo
15. Lorenzo Raggi
16. Luigi Omodei
17. Pietro Vito Ottoboni
18. Marcello Santacroce
19. Lorenzo Imperiali
20. Giambattista Spada
21. Francesco Albizzi
22. Ottavio Acquaviva d'Aragona
23. Carlo Pio di Savoia
24. Carlo Gualterio
25. Flavio Chigi
26. Girolamo Buonvisi
27. Antonio Bichi
28. Pietro Vidoni
29. Girolamo Boncompagni
30. Celio Piccolomini
31. Carlo Bonelli
32. Carlo Carafa della Spina
33. Neri Corsini
34. Paluzzo Paluzzi Altieri Degli Albertoni
35. Cesare Maria Antonio Rasponi
36. Giannicolò Conti
37. Giacomo Filippo Nini
38. Carlo Roberti de’ Vittori
39. Giulio Spinola
40. Vitaliano Visconti
41. Giovanni Delfino
42. Giacomo Rospigliosi
43. Francesco Nerli
44. Emilio Bonaventura Altieri
45. Carlo Cerri
46. Lazzaro Pallavicino
47. Giovanni Bona
48. Francesco Maidalchini
49. Carlo Barberini
50. Decio Azzolini
51. Giacomo Franzoni
52. Francesco Maria Mancini
53. Angelo Celsi
54. Paolo Savelli
55. Leopoldo de' Medici
56. Sigismondo Chigi
57. Nicolò Acciaioli
58. Buonaccorso Buonaccorsi